# Иван Хаджилазаров
Иван Христов Хаджилазаров (Хаджилазев) (изписване до 1945 година: Иванъ Хаджи Лазаровъ; на гръцки: Ιωάννης Χρ. Χατζηλαζάρου) е български търговец и общественик, касиер на Солунската българска община.

## Биография
Иван Хаджилазаров е роден в 1807 година в Държилово, Негушко или в Долно Граматиково, Воденско. След разрушаването на Негуш при потушаването на Негушкото въстание в 1822 година, Христо Хаджилазаров с четирите си деца – Иван, Адам, Григор и Ставри бяга във Воден, а оттам в Сяр, където митрополит е Хрисант от Долно Граматиково. Тогава е основана фирмата Братя Хаджилазарови, която търгува и с Австро-Унгария и с Русия и инвестира печалбата в земя и недвижими имоти. Компанията придобива големия чифлик Янешево (Металико), Кукушко, три във Валовищко – Джума махале (Ливадия), Бахтияр (Дендрофито), Латрово (Хортеро) и един близо до Нигрита – Копач (Верги). Бързото натрупване на капитал и наличието на голяма ликвидност насочва фирмата към банкова дейност – депозити и кредити. Затова и често ги наричат големи търговци, големи земевладелци и банкери. Хаджилазарови се отказват от османско гражданство в полза на руското, което им дава по-голяма сигурност срещу тиранията на бейовете и пашадите в региона. В 1831 година в Сяр Иван Хаджилазаров се жени за Хрисанти Андреева Икономова (1818 – 1907) от Воден, дъщеря на търговеца Андрей Икономов от Воден, който живее в Сяр. Скоро след сватбата на дъщеря си Андрей Икономов се мести в Солун, последван след няколко години от семейството на Иван Хаджилазаров.
Според спомените на Никола Алексиев до обявяване на схизмата от страна на Цариградската патриаршия Хаджилазаров взима живо участие в обществените български работи в града. На 8 февруари 1868 година влиза като касиер в първия състав на Солунската българска община. След схизмата Хаджилазаров се отдръпва и става гъркоманин.
Иван Хаджилазаров умира в 1873 година.
В началото на 70-те години на XIX век Иван и синовете му Перикли (Периклис) и Никола (Николаос) са руски поданици и видни солунски общественици. Дъщеря му се жени за доктор Васил Караконовски, привърженик на самостоятелната българска църква, и на сватбата им през ноември 1872 година (след схизмата) литургията е отслужена не само от „православен патриаршески свещеник“, но и от „схизматичния архимандрит Иларион“ от Зографския манастир, което прави „болезнено“ впечатление на гърците. Хаджилазарови известно време се колебаят между Патриаршията и Българската екзархия, според техни съвременниците влияние да изберат патриаршията оказва и стремежът им да запазят мястото си в „доброто общество“ на Солун (Никола Алексиев), Атанас Шопов твърди, че „богатството им ги е направило гърци“. През 1876 година Хаджилазаров има три търговски къщи: в Солун, Сяр и Лариса.